# Micheil Dzjavachisjvili
Micheil Dzjavachisjvili, född 1880, död 1937, var en georgisk författare.

### Romaner
- Kvatji Kvatjantiradze (1924)
- Jaqo's Dispossessed (1925)
- The White Collar (1926)
- Giwi Shaduri (1928)
- Arsena Marabdeli (1933)
- A Woman's Burden (1936)